# Publio Sulpicio Scribonio Proculo
Publio Sulpicio Scribonio Proculo (in latino: Publius Sulpicius Scribonius Proculus; 15 circa – Grecia, 67) è stato un magistrato, senatore e militare romano, console dell'Impero romano.

## Biografia
Di famiglia con ogni probabilità italica, i due fratelli quasi coetanei e strettamente legati Proculo e Publio Sulpicio Scribonio Rufo erano verisimilmente figli di Scribonio Proculo, senatore che odiava Caligola e che, nel 40, fu fatto a pezzi dai suoi colleghi senatori su istigazione del liberto imperiale Protogene, ma furono adottati da un Publio Sulpicio; questa rete familiare presumibilmente li connetteva a Publio Sulpicio Quirinio (console ordinario del 12 a.C.), ai patrizi Sulpicii Camerini (due dei quali, il console suffetto del 46 Quinto Sulpicio Camerino e il figlio, furono uccisi da Nerone in Grecia poco dopo Rufo e Proculo) e alla illustrissima famiglia di ascendenza pompeana degli Scribonii Libones (imparentati con i Licinii Crassi e la stessa famiglia imperiale).
Degli inizi di carriera di Proculo non molto è noto: il primo incarico conosciuto è direttamente il suo consolato suffetto, ricoperto insieme al fratello Rufo nei mesi di settembre e ottobre del 56.
In seguito, nel 58, i due fratelli si vedono traslato l'incarico di sedare una sedizione dei cittadini di Puteoli su preghiera dell'anziano consolare Gaio Cassio Longino (console ordinario del 30): l'aggiunta di una coorte pretoria al contingente permise il rapido ristabilimento della concordia.
In data ignota dopo il consolato, Proculo fu curator aedium sacrarum operumque publicorum, con il fratello Rufo forse analogamente curator.
Successivamente, almeno dal 63 e forse sin dal 60 fino al 67, Proculo fu legatus Augusti pro praetore del distretto militare di Germania superiore, mentre al fratello Rufo venne affidato il vicino distretto di Germania inferiore: del suo mandato è attestato il congedo di tre coorti ausiliare nel giugno 65 e l'erezione di una colonna gioviana pro salute di Nerone a Mogontiacum, probabilmente al momento della scoperta della congiura dei Pisoni del 65. È stato anche ipotizzato che vi fosse lui dietro alla nomina a tribuno militare della legio XXII Primigenia di stanza a Mogontiacum del notabile di Luna Lucio Titinio Glauco Lucreziano.
Nel 67 (forse nell'inverno tra 66 e 67), i due fratelli Rufo e Proculo furono chiamati da Nerone dalla Germania in Grecia: i due obbedirono tranquillamente probabilmente perché era noto che Nerone, preso dai preparativi per spedizioni militari in Etiopia e nel Caucaso, stava cercando comandanti militari esperti. Tuttavia, ricoperti di contumelie e senza avere la possibilità di difendersi o anche solo di presentarsi al cospetto di Nerone, i fratelli si suicidarono tagliandosi le vene: le accuse, nel contesto delle condanne neroniane di possibili capaces imperii di quegli anni, furono portate dal console suffetto del 66 Gaio Paccio Africano e forse da Lucio Giunio Quinto Vibio Crispo (console suffetto del 61).